# Буньяку, Имран
Имран Буньяку (алб. Imran Bunjaku; 18 октября 1992 года, Цюрих) — косоварский футболист, полузащитник швейцарского клуба «Арау».

## Клубная карьера
Имран Буньяку родился в Цюрихе (Швейцария) в семье косовских албанцев. Имран Буньяку — воспитанник цюрихского клуба «Грассхоппер». С 2010 года он выступал за вторую команду клуба в Швейцарской Первой лиге, в то время занимавшей третий уровень в системе футбольных лиг Швейцарии. За основную команду «Грассхоппера» в рамках Суперлиги Буньяку дебютировал 25 сентября 2013 года в гостевом поединке против «Люцерна». Буньяку заменил на 2-й минуте добавленного к матчу времени полузащитника Веролюба Салатича. Всего за чемпионат 2013/14 Буньяку появлялся на поле в составе цюрихского клуба 5 раз. В большинстве случаев он выходил на поле в самых концовках матчей, исключение составила 5-я игра, в которой Буньяку впервые вышел в основе «Грассхоппера». Случилось это 18 мая 2014 года в гостевом поединке против «Сьона». Но на 60-й минуте он был заменён.
В феврале 2015 года Буньяку перешёл в швейцарскую команду «Шаффхаузен», выступавшую в Челлендж-лиге. Оставшуюся часть чемпионата 2014/15 Буньяку был игроком основного состава нового для него клуба. 18 октября 2015 года в матче Челлендж-лиги 2015/2016 полузащитник получил тяжёлую травму колена, выбившую его из строя до конца сезона.

## Карьера в сборной
Имран Буньяку выступал за молодёжную сборную Албании в период с 2011 по 2014 год. Он провёл 5 игр в её составе в рамках отборочного турнира Чемпионата Европы среди молодёжных команд 2013 года. Ещё 5 матчей за молодёжную сборную Албании Буньяку отыграл в рамках аналогичного отборочного турнира к первенству 2015 года.
Буньяку также провёл 2 матча за сборную Косова, против сборных Омана и Экваториальной Гвинеи. Обе встречи носили товарищеский характер и состоялись в Приштине. Гол Буньяку, забитый с пенальти на 84-й минуте, в матче с Оманом стал единственным в поединке, таким образом принеся косовским футболистам победу.

## Статистика выступлений

### В сборной
| Матчи и голы Имрана Буньяку за сборную Косова | Матчи и голы Имрана Буньяку за сборную Косова | Матчи и голы Имрана Буньяку за сборную Косова | Матчи и голы Имрана Буньяку за сборную Косова | Матчи и голы Имрана Буньяку за сборную Косова | Матчи и голы Имрана Буньяку за сборную Косова | Матчи и голы Имрана Буньяку за сборную Косова |
| №                                             | Дата                                          | Место проведения                              | Соперник                                      | Счёт                                          | Голы                                          | Соревнование                                  |
| --------------------------------------------- | --------------------------------------------- | --------------------------------------------- | --------------------------------------------- | --------------------------------------------- | --------------------------------------------- | --------------------------------------------- |
| 1                                             | 25 мая 2014                                   | Стад де Женев, Женева                         | Сенегал                                       | 1:3                                           | —                                             | Товарищеский матч                             |
| 2                                             | 7 сентября 2014                               | Городской стадион, Приштина                   | Оман                                          | 1:0                                           | 1                                             | Товарищеский матч                             |
| 3                                             | 10 октября 2015                               | Городской стадион, Приштина                   | Экваториальная Гвинея                         | 2:0                                           | —                                             | Товарищеский матч                             |

Итого: 3 матча / 1 гол; eu-football.info Архивная копия от 24 июня 2018 на Wayback Machine.